# Lituanie aux Jeux olympiques d'été de 1992
La Lituanie a participé aux Jeux olympiques d'été pour la troisième fois aux Jeux olympiques d'été de 1992 à Barcelone.

## Liste des médaillés lituaniens

### Médailles d'or
| Sport              | Discipline           | Sportifs      | Performance  |
| Médailles d'or : 1 |                      |               |              |
| Athlétisme         | Lancer de disque (H) | Romas Ubartas | 69,40 m (RO) |

### Médailles d'argent
| Sport                  | Discipline | Sportifs | Performance |
| Médailles d'argent : 0 |            |          |             |

### Médailles de bronze
| Sport                                   | Discipline | Sportifs | Performance |
| Médailles de bronze : 1                 |            | |             |
| Basket-ball aux Jeux olympiques de 1996 | Hommes     | Romanas Brazdauskis Valdemaras Chomičius Darius Dimavičius Gintaras Einikis Sergėjus Jovaiša Artūras Karnišovas Gintaras Krapikas Rimas Kurtinaitis Šarūnas Marčiulionis Alvydas Pazdrazdis Arvydas Sabonis Arūnas Visockas |             |

## Engagés lituaniens par sport
L'uniforme de la délégation lituanienne est dessiné par le couturier Issey Miyake, qui renonce à ses honoraires compte tenu de l'impécuniosité de l'équipe.
L'équipe lituanienne de basket n'a pu participer que grâce au mécénat du groupe de rock Grateful dead. Le maillot, dessiné par Greg Speirs, utilise à la fois les couleurs du drapeau lituanien et un squelette issue de l'iconographie rock. Ce maillot insolite deviendra culte aussi bien auprès des supporters de l'équipe que des fans du groupe après le podium olympique.